# クリンユキフデ
クリンユキフデ（九輪雪筆、紫蓼、学名：Bistorta suffulta）は、タデ科イブキトラノオ属の多年草。

## 特徴
根茎は肥厚し、短く、地中を浅く横に這う。茎は細長い円柱形で直立し、緑色、開花初期は高さ5-10cmと短いが、同時に展開する根出葉よりは高く、後に高さ20-50cmに伸びる。根出葉は長い葉柄をもち、柄に翼はない。葉身は卵状心形で、長さ5-14cm、幅3-9cm、先端は鋭突形、縁は全縁、基部は心形、表面は無毛、裏面は白味をおび無毛または有毛。茎につく葉は互生し、下部につく葉は卵形で、基部は心形で短い葉柄があるが、上部のものは卵状心形で葉柄は無く、基部は心形で茎を抱く。開花初期は、基部は裏側に巻きこんで細長く茎を抱き、果時には展開して抱く。托葉鞘は褐色、膜質無毛で2裂する。
花期は4月末-6月。茎先につく花序は長さ1-3cm、径7-10mmになり、花柄は苞と同じ長さ。花序は上部の葉腋にも生じ、花柄はなく短い。花冠裂片に見えるのは萼裂片で、萼は白色で5深裂し、裂片は長さ2.5-3.3mmになる。雄蕊は8個あり、萼片とほぼ同じ長さ、葯は淡紅紫色で萼片をやや突き出る。花柱は3個ある。果実は3稜がある卵形の痩果で、褐色で光沢があり、宿存する萼片に包まれ、長さ2.5-3.2mmになる。染色体数は2n=24。

## 分布と生育環境
日本では、本州の岩手県以南のおもに太平洋側、四国、九州に分布し、冷温帯の山地の木陰、林内に生育する。世界では、済州島、中国大陸、東ヒマラヤに分布する。

## 名前の由来
和名クリンユキフデは、「九輪雪筆」の意。米倉浩司 (2017) は「雪のように白い筆状の穂を数層につけるので、＜九輪雪筆＞の和名がつけられた」としている。一方、牧野富太郎 (1940) は、「和名ハ蓋シ九輪雪筆ノ意ナラン、卽チ其葉ノ莖ニ層ヲ成シテ生ズルヲ九輪（卽チ九層ノ意）ト云ヒ白花ヲ開ク花穂ヲ雪筆ト云ヒシナルベシ」と、若干ニュアンスが異なり、葉が茎に層をなして生えるようすを「九輪」といい、白く開く花穂を「雪筆」というのであろう、と説明している。
また、1856年（安政3年）から1862年（文久2年）にかけて出版された飯沼慾斎の『草木図説』前編20巻中第7巻「クリンユキフデ」には、「クリンユキフデノ名義難認。ダンザキノハルトラノオと稱スベキ乎」とある。
種小名（種形容語）suffulta は、「支持した」「助ける」の意味。

## 分類
日本に産するイブキトラノオ属に属するもののうち、小型で低地から山地に生育するものは、本種のほか、アブクマトラノオ Bistorta abukumensis とハルトラノオ B. tenuicaulis がある。アブクマトラノオは、他の2種と比べ、花柄が長く萼裂片が星型にいちじるしく開出する点で異なる。宮城県南部から福島県東南部までの阿武隈山地の太平洋側にのみ産する。ハルトラノオは、花茎は葉より低いか同じ高さになり、根出葉の葉柄に翼がある。他の2種の葉の基部は心形になるのに対し、ハルトラノオの葉の基部は切形かくさび形になる。

## ギャラリー

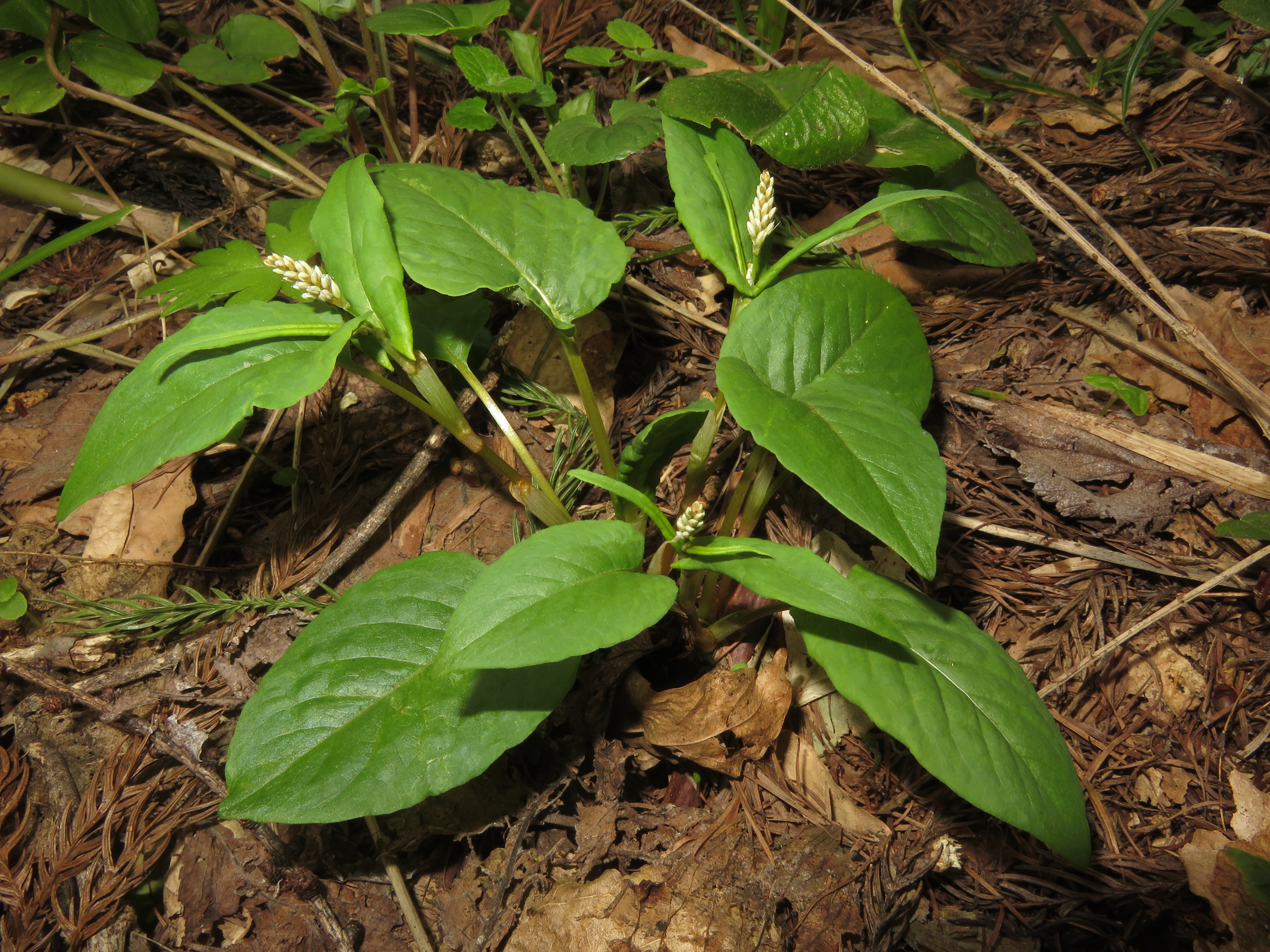
根出葉は長い葉柄をもち、柄に翼はない。
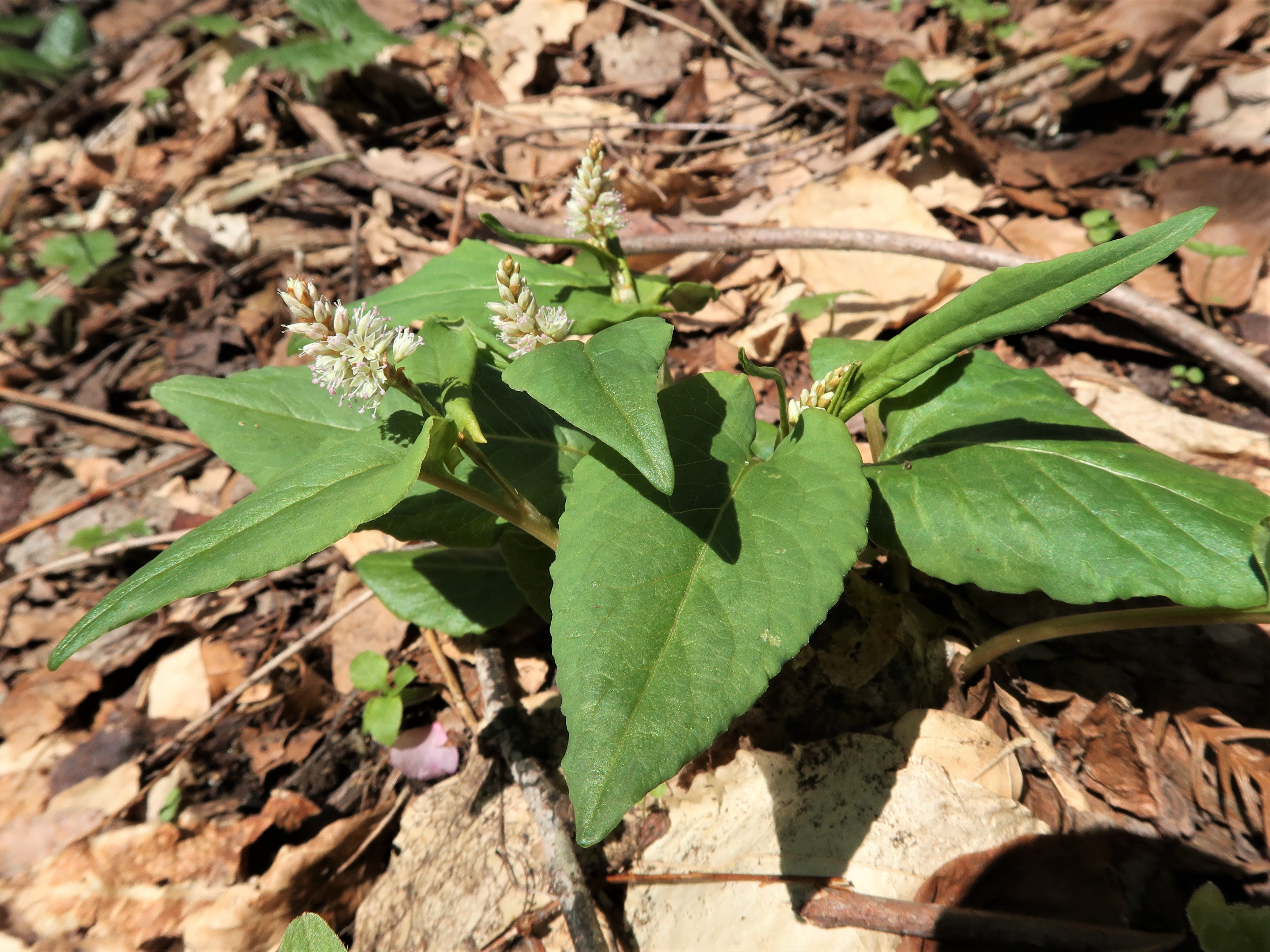
花茎は、開花初期は高さ5-10cmと短いが、同時に展開する根出葉よりは高い。
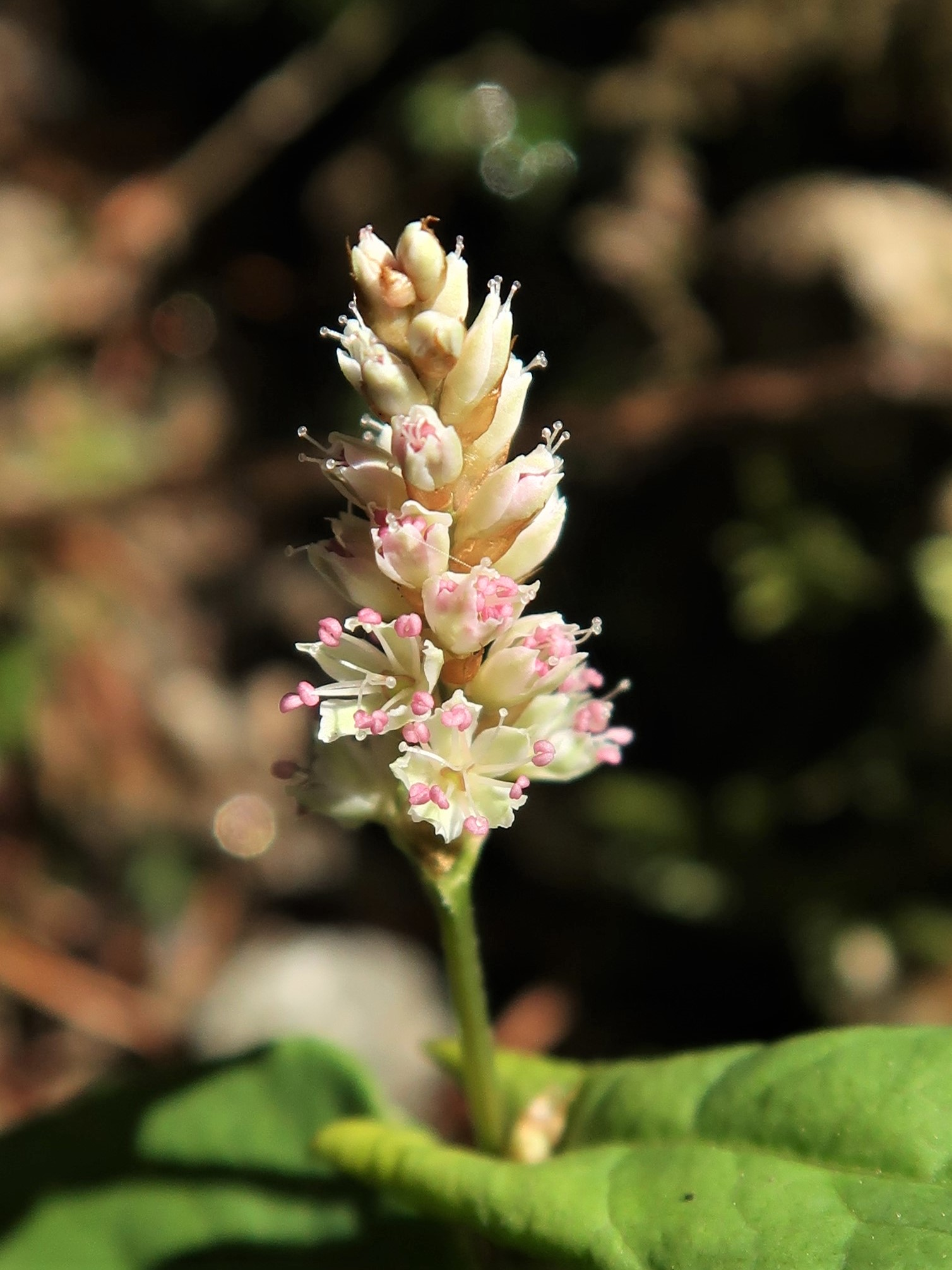
萼裂片は花冠状、白色で5深裂する。雄蕊は8個あり、萼片とほぼ同じ長さ、葯は淡紅紫色で萼片をやや突き出る。花柱は3個ある。
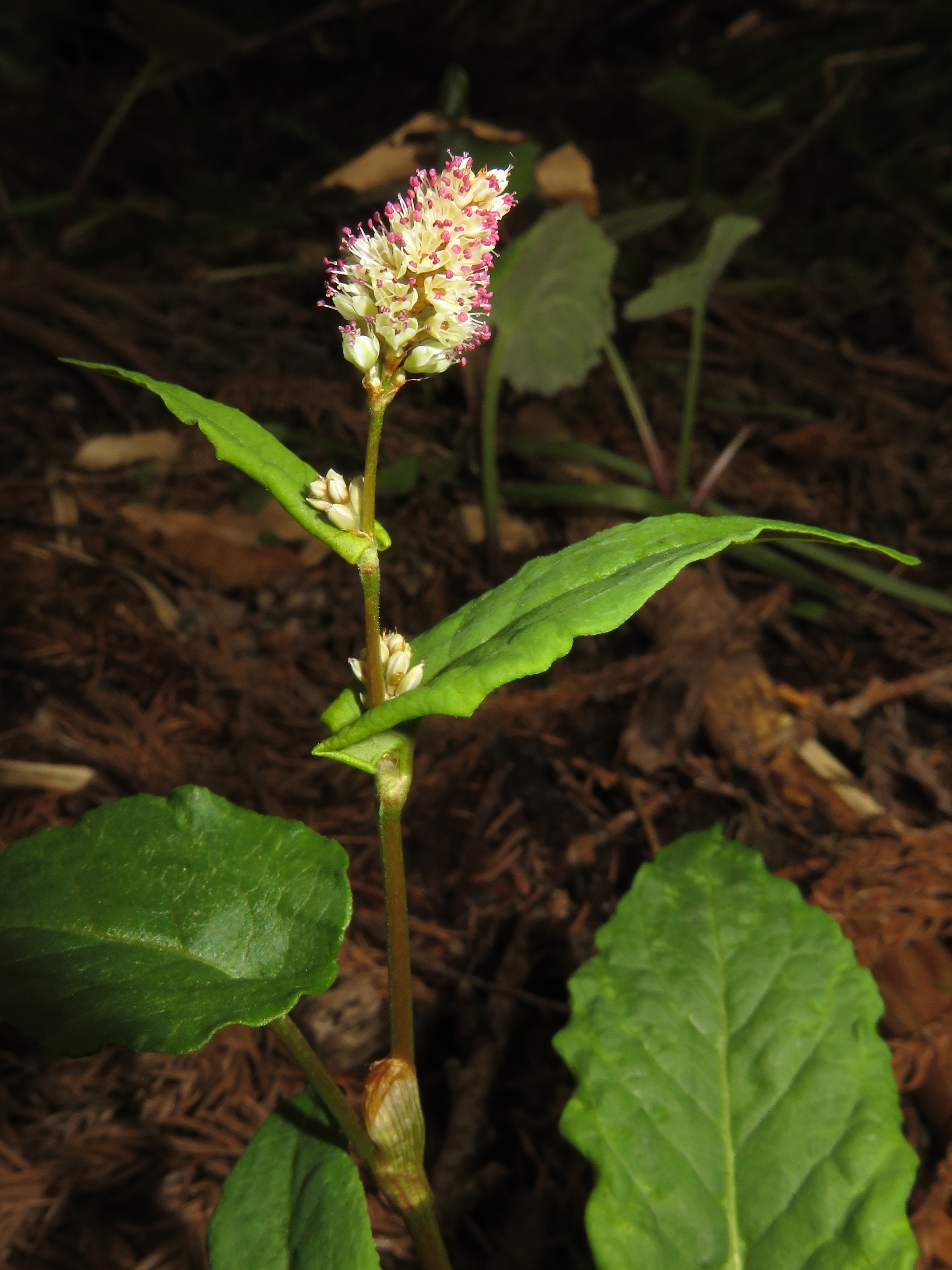
花序は上部の葉腋にも生じ、花柄はなく短い。上部の茎葉の基部は裏側に巻きこんで細長く茎を抱く。

## 下位分類
- ケクリンユキフデ Bistorta suffulta (Maxim.) H.Gross f. pubescens Hiyama (1941)[11] - 葉の裏に細毛があるものを品種とした。檜山庫三 (1941) による記載。埼玉県雲取山、山梨県三つ峠で採集された[12]。品種名 pubescens は、「細軟毛のある」の意味[10]。